# تانیا هادن
تانیا هادن (انگلیسی: Tanya Haden؛ زادهٔ ۱۱ اکتبر ۱۹۷۱) یک خواننده ، ویولنسلیست و هنرمند اهل ایالات متحده آمریکا است.